# Liste des champions du monde poids super-coqs de boxe anglaise
Liste des champions du monde de boxe poids super-coqs reconnus par les organisations suivantes :
- La WBA[2] (World Boxing Association), fondée en 1921 et succédant à la NBA (National Boxing Association) en 1962,
- La WBC[3] (World Boxing Council), fondée en 1963,
- L'IBF[4] (International Boxing Federation), fondée en 1983,
- La WBO[5] (World Boxing Organization), fondée en 1988.

Avant 1921, les champions du monde étaient reconnus en tant que tel par le public sans qu’il n’y ait d’organisme particulier pour gérer l’attribution de ce titre.
Mise à jour : 3 février 2024
| Gain du titre | Perte du titre    | Champion                | Champion               | Reconnaissance | Défenses |
| --- | ----------------- | ----------------------- | ---------------------- | -------------- | -------- |
| 3 avril 1976 | 9 octobre 1976    | Rigoberto Riasco        | Panama                 | WBC            | 2        |
| 9 octobre 1976 | 24 novembre 1976  | Royal Kobayashi         | Japon                  | WBC            | 0        |
| 24 novembre 1976 | 21 mai 1977       | Dong-Kyun Yum           | Corée du Sud           | WBC            | 1        |
| 21 mai 1977 | Avril 1983        | Wilfredo Gómez          | Porto Rico             | WBC            | 17       |
| Gómez laisse sa ceinture WBC vacante en avril 1983 après 17 défenses victorieuses pour boxer en poids plumes. |                   |                         |                        |                |          |
| 26 novembre 1977 | 7 mai 1978        | Hong Soo-hwan           | Corée du Sud           | WBA            | 1        |
| 7 mai 1978 | 4 mai 1980        | Ricardo Cardona         | Colombie               | WBA            | 5        |
| 4 mai 1980 | 9 août 1980       | Leo Randolph            | États-Unis             | WBA            | 0        |
| 9 août 1980 | 12 juin 1982      | Sergio Victor Palma     | Argentine              | WBA            | 5        |
| 12 juin 1982 | 22 février 1984   | Leonardo Cruz           | République dominicaine | WBA            | 3        |
| 15 juin 1983 | 3 novembre 1984   | Jaime Garza             | États-Unis             | WBC            | 1        |
| 4 décembre 1983 | 15 avril 1984     | Bobby Berna             | Philippines            | IBF            | 0        |
| 22 février 1984 | 26 mai 1984       | Loris Stecca            | Italie                 | WBA            | 0        |
| 15 avril 1984 | 3 janvier 1985    | Sung In Suh             | Corée du Sud           | IBF            | 1        |
| 26 mai 1984 | Novembre 1986     | Victor Callejas         | Porto Rico             | WBA            | 2        |
| Callejas est destitué par la WBA pour ne pas avoir remis sa ceinture en jeu dans le délai imparti. |                   |                         |                        |                |          |
| 3 novembre 1984 | 18 août 1985      | Juan Meza               | Mexique                | WBC            | 1        |
| 3 janvier 1985 | 1986              | Ji Won Kim              | Corée du Sud           | IBF            | 4        |
| Kim met un terme à sa carrière après une dernière victoire face à Rudy Casicas le 1er juin 1986 et laisse son titre IBF vacant. |                   |                         |                        |                |          |
| 18 août 1985 | 18 janvier 1986   | Lupe Pintor             | Mexique                | WBC            | 0        |
| 18 janvier 1986 | 8 mai 1987        | Samart Payakaroon       | Thaïlande              | WBC            | 1        |
| 16 janvier 1987 | 28 novembre 1987  | Louie Espinoza          | États-Unis             | WBA            | 2        |
| 18 janvier 1987 | 1988              | Seung Hoon Lee          | Corée du Sud           | IBF            | 3        |
| Kim doit renoncer à son titre malgré sa victoire contre Jose Sanabria le 27 décembre 1987 en raison de mésententes entre la Corée du Sud et l’IBF. |                   |                         |                        |                |          |
| 8 mai 1987 | 1988              | Jeff Fenech             | Australie              | WBC            | 2        |
| Fenech laisse sa ceinture vacante et deviendra champion du monde des poids plumes WBC le 7 mars 1988 en battant Victor Callejas par arrêt de l’arbitre à la 10e reprise. |                   |                         |                        |                |          |
| 28 novembre 1987 | 22 février 1988   | Julio Gervacio          | République dominicaine | WBA            | 0        |
| 22 février 1988 | 28 mai 1988       | Bernardo Pinango        | Venezuela              | WBA            | 0        |
| 29 février 1988 | 23 avril 1990     | Daniel Zaragoza         | Mexique                | WBC            | 5        |
| 21 mai 1988 | 10 mars 1989      | Jose Sanabria           | Venezuela              | IBF            | 3        |
| 28 mai 1988 | 11 décembre 1989  | Juan Jose Estrada       | Mexique                | WBA            | 3        |
| 10 mars 1989 | 10 mars 1990      | Fabrice Bénichou        | France                 | IBF            | 2        |
| 29 avril 1989 | 9 décembre 1989   | Kenny Mitchell          | États-Unis             | WBO            | 1        |
| 9 décembre 1989 | 12 mai 1990       | Valerio Nati            | Italie                 | WBO            | 0        |
| 11 décembre 1989 | 1990              | Jesus Salud             | États-Unis             | WBA            | 0        |
| Salud est destitué de son titre WBA pour ne pas avoir affronté son challenger officiel. |                   |                         |                        |                |          |
| 10 mars 1990 | 2 décembre 1992   | Welcome Ncita           | Afrique du Sud         | IBF            | 6        |
| 23 avril 1990 | 5 novembre 1990   | Paul Banke              | États-Unis             | WBC            | 1        |
| 12 mai 1990 | 24 mai 1991       | Orlando Fernandez       | Porto Rico             | WBO            | 0        |
| 11 septembre 1990 | 7 octobre 1991    | Luis Enrique Mendoza    | Colombie               | WBA            | 4        |
| 5 novembre 1990 | 3 février 1991    | Pedro Ruben Decima      | Argentine              | WBC            | 0        |
| 3 février 1991 | 14 juin 1991      | Kiyoshi Hatanaka        | Japon                  | WBC            | 0        |
| 24 mai 1991 | 15 octobre 1992   | Jesse Benavides         | États-Unis             | WBO            | 1        |
| 14 juin 1991 | 20 mars 1992      | Daniel Zaragoza         | Mexique                | WBC            | 2        |
| 7 octobre 1991 | 27 mars 1992      | Raúl Pérez              | Mexique                | WBA            | 0        |
| 20 mars 1992 | 23 juin 1992      | Thierry Jacob           | France                 | WBC            | 0        |
| 27 mars 1992 | 13 mai 1995       | Wilfredo Vázquez        | Porto Rico             | WBA            | 9        |
| 23 juin 1992 | 26 août 1994      | Tracy Harris Patterson  | États-Unis             | WBC            | 4        |
| 15 octobre 1992 | 9 juin 1993       | Duke McKenzie           | Royaume-Uni            | WBO            | 0        |
| 2 décembre 1992 | 20 août 1994      | Kennedy McKinney        | États-Unis             | IBF            | 5        |
| 9 juin 1993 | 31 mars 1995      | Daniel Jiménez          | Porto Rico             | WBO            | 4        |
| 20 août 1994 | 1999              | Vuyani Bungu            | Afrique du Sud         | IBF            | 13       |
| Bungu laisse sa ceinture IBF vacante pour combattre en poids plumes. Il sera battu par Naseem Hamed le 11 mars 2000 par arrêt de l’arbitre à la 4e reprise lors d’un championnat du monde WBO.                                                                                 |                   |                         |                        |                |          |
| 26 août 1994 | 6 novembre 1995   | Hector Acero Sanchez    | République dominicaine | WBC            | 2        |
| 31 mars 1995 | 22 novembre 1996  | Marco Antonio Barrera   | Mexique                | WBO            | 8        |
| 13 mai 1995 | 27 septembre 1997 | Antonio Cermeno         | Venezuela              | WBA            | 7        |
| Cermeno laisse sa ceinture WBA vacante pour boxer en poids plumes. Après une première défaite pour le titre WBA concédée à Freddie Norwood, il bat à sa 2e tentative Genaro Rios le 3 octobre 1998 par KO à le 4e reprise.                                                     |                   |                         |                        |                |          |
| 6 novembre 1995 | 6 septembre 1997  | Daniel Zaragoza         | Mexique                | WBC            | 4        |
| 22 novembre 1996 | 19 décembre 1997  | Junior Jones            | États-Unis             | WBO            | 1        |
| 6 septembre 1997 | 19 février 2000   | Erik Morales            | Mexique                | WBC            | 9        |
| 19 décembre 1997 | 1998              | Kennedy McKinney        | États-Unis             | WBO            | 0        |
| McKinney laisse sa ceinture WBO vacante pour combattre en poids plumes. Il sera battu par Luisito Espinosa le 28 novembre 1998 par arrêt de l’arbitre à la 2e reprise lors d’un championnat du monde WBC.                                                                      |                   |                         |                        |                |          |
| 8 février 1998 | 12 décembre 1998  | Enrique Sanchez         | Mexique                | WBA            | 0        |
| 31 octobre 1998 | 19 février 2000   | Marco Antonio Barrera   | Mexique                | WBO            | 2        |
| 12 décembre 1998 | 4 mars 2000       | Nestor Garza            | Mexique                | WBA            | 2        |
| 29 mai 1999 | 23 juin 2001      | Lehlohonolo Ledwaba     | Afrique du Sud         | IBF            | 5        |
| 19 février 2000 | Février 2000      | Erik Morales            | Mexique                | WBC & WBO      | 0        |
| Morales laisse ses ceintures WBC & WBO vacantes pour combattre en poids plumes. Il deviendra champion WBC de cette catégorie le 17 février 2001 en battant aux points Guty Espadas Jr.                                                                                         |                   |                         |                        |                |          |
| 4 mars 2000 | 23 mars 2001      | Clarence Adams          | États-Unis             | WBA            | 2        |
| Adams abandonne sa ceinture WBA pour affronter Paulie Ayala, titre IBO en jeu. Il sera battu le 4 août 2001 et à nouveau le 23 février 2002 lors de la revanche. |                   |                         |                        |                |          |
| 17 juin 2000 | 7 avril 2001      | Marco Antonio Barrera   | Mexique                | WBO            | 3        |
| Barrera laisse son titre WBO vacant pour affronter et battre en poids plumes Nassem Hamed le 7 avril 2001. Il ravira le 22 juin 2002 la ceinture WBC de cette catégorie à Erik Morales.                                                                                        |                   |                         |                        |                |          |
| 9 septembre 2000 | 1er novembre 2002 | Willie Jorrin           | Mexique                | WBC            | 2        |
| 23 juin 2001 | 2002              | Agapito Sánchez         | République dominicaine | WBO            | 1        |
| Sanchez abandonne son titre WBO après avoir battu Jorge Monsalvo et fait match nul contre Manny Pacquiao. |                   |                         |                        |                |          |
| 23 juin 2001 | 2003              | Manny Pacquiao          | Philippines            | IBF            | 4        |
| Pacquiao laisse son titre IBF vacant pour boxer en poids plumes. Il battra Marco Antonio Barrera le 15 novembre 2003 puis fera match nul contre le champion WBA & IBF Juan Manuel Márquez le 8 mai 2004.                                                                       |                   |                         |                        |                |          |
| 17 novembre 2001 | 21 février 2002   | Yober Ortega            | Venezuela              | WBA            | 0        |
| 21 février 2002 | 18 mai 2002       | Yoddamrong Sithyodthong | Thaïlande              | WBA            | 0        |
| 18 mai 2002 | 9 octobre 2002    | Osamu Sato              | Japon                  | WBA            | 0        |
| 17 août 2002 | Juillet 2005      | Joan Guzman             | République dominicaine | WBO            | 2        |
| Guzman laisse sa ceinture WBO vacante pour boxer en poids plumes et super-plumes devenant champion WBO de cette dernière catégorie le 16 septembre 2006 aux dépens du boxeur argentin Jorge Rodrigo Barrios.                                                                   |                   |                         |                        |                |          |
| 9 octobre 2002 | 4 juillet 2003    | Salim Medjkoune         | France                 | WBA            | 1        |
| 1er novembre 2002 | 3 décembre 2005   | Óscar Larios            | Mexique                | WBC            | 7        |
| 4 juillet 2003 | 18 mars 2006      | Mahyar Monshipour       | France                 | WBA            | 5        |
| 25 mars 2004 | 2005              | Israel Vázquez          | Mexique                | IBF            | 2        |
| Vázquez est destitué par l’IBF. |                   |                         |                        |                |          |
| 29 octobre 2005 | 7 juin 2008       | Daniel Ponce de León    | Mexique                | WBO            | 6        |
| 3 décembre 2005 | 3 mars 2007       | Israel Vázquez          | Mexique                | WBC            | 2        |
| 18 mars 2006 | 4 octobre 2006    | Somsak Sithchatchawal   | Thaïlande              | WBA            | 0        |
| 4 octobre 2006 | 21 novembre 2008  | Celestino Caballero     | Panama                 | WBA            | 6        |
| 10 novembre 2006 | 21 novembre 2008  | Steve Molitor           | Canada                 | IBF            | 5        |
| 3 mars 2007 | 4 août 2007       | Rafael Márquez          | Mexique                | WBC            | 0        |
| 4 août 2007 | Décembre 2008     | Israel Vázquez          | Mexique                | WBC            | 1        |
| La WBC attribue à Vázquez le statut de "champion émérite" : le mexicain étant momentanément arrêté pour se faire opérer d'un décollement de la rétine, son titre est déclaré vacant mais ce statut lui permet de livrer un combat contre le champion du moment dès son retour. |                   |                         |                        |                |          |
| 7 juin 2008 | 23 novembre 2009  | Juan Manuel López       | Porto Rico             | WBO            | 5        |
| López laisse son titre vacant pour combattre en poids plumes. |                   |                         |                        |                |          |
| 21 novembre 2008 | 5 février 2010    | Celestino Caballero     | Panama                 | WBA & IBF      | 2        |
| Caballero est destitué par l'IBF. |                   |                         |                        |                |          |
| 3 janvier 2009 | Mars 2012         | Toshiaki Nishioka       | Japon                  | WBC            | 6        |
| Nishioka laisse son titre WBC vacant. |                   |                         |                        |                |          |
| 5 février 2010 | 10 décembre 2010  | Celestino Caballero     | Panama                 | WBA            | 0        |
| Caballero poursuit sa carrière en poids plumes conduisant également la WBA à le destituer. Ryol Li Lee, alors champion régulier depuis le 2 octobre 2010, devient champion à part entière.                                                                                     |                   |                         |                        |                |          |
| 27 février 2010 | 7 mai 2011        | Wilfredo Vázquez Jr.    | Porto Rico             | WBO            | 2        |
| 27 mars 2010 | 26 mars 2011      | Steve Molitor           | Canada                 | IBF            | 1        |
| 10 décembre 2010 | 30 janvier 2011   | Ryol Li Lee             | Japon                  | WBA            | 0        |
| 30 janvier 2011 | 9 juillet 2011    | Akifumi Shimoda         | Japon                  | WBA            | 0        |
| 26 mars 2011 | 24 mars 2012      | Takalani Ndlovu         | Afrique du Sud         | IBF            | 1        |
| 7 mai 2011 | 18 novembre 2011  | Jorge Arce              | Mexique                | WBO            | 1        |
| Arce laisse son titre WBO vacant. |                   |                         |                        |                |          |
| 9 juillet 2011 | 20 janvier 2012   | Rico Ramos              | États-Unis             | WBA            | 0        |
| 20 janvier 2012 | 13 avril 2013     | Guillermo Rigondeaux    | Cuba                   | WBA            | 2        |
| 4 février 2012 | 7 juillet 2012    | Nonito Donaire          | Philippines            | WBO            | 1        |
| 24 mars 2012 | 7 juillet 2012    | Jeffrey Mathebula       | Afrique du Sud         | IBF            | 0        |
| 21 avril 2012 | Janvier 2013      | Abner Mares             | Mexique                | WBC            | 1        |
| Mares choisit de laisser sa ceinture vacante en janvier 2013 afin d'affronter le champion WBC des poids plumes, Daniel Ponce de Leon. |                   |                         |                        |                |          |
| 7 juillet 2012 | 13 octobre 2012   | Nonito Donaire          | Philippines            | IBF & WBO      | 0        |
| Donaire laisse son titre IBF vacant. |                   |                         |                        |                |          |
| 13 octobre 2012 | 13 avril 2013     | Nonito Donaire          | Philippines            | WBO            | 2        |
| 16 février 2013 | 17 août 2013      | Jonathan Romero         | Colombie               | IBF            | 0        |
| 13 avril 2013 | Octobre 2015      | Guillermo Rigondeaux    | Cuba                   | WBA & WBO      | 3        |
| Rigondeaux est destitué de ses titres WBA & WBO en octobre 2015. |                   |                         |                        |                |          |
| 20 avril 2013 | 24 août 2013      | Victor Terrazas         | Mexique                | WBC            | 0        |
| 17 août 2013 | 6 septembre 2014  | Kiko Martinez           | Espagne                | IBF            | 2        |
| 24 août 2013 | Septembre 2015    | Leo Santa Cruz          | Mexique                | WBC            | 4        |
| Santa Cruz laisse sa ceinture WBC vacante en septembre 2015 après s'être emparé du titre WBA des poids plumes. |                   |                         |                        |                |          |
| 6 septembre 2014 | 27 février 2016   | Carl Frampton           | Royaume-Uni            | IBF            | 2        |
| 11 décembre 2015 | 5 novembre 2016   | Nonito Donaire          | Philippines            | WBO            | 1        |
| 27 février 2016 | 16 septembre 2016 | Hugo Ruiz               | Mexique                | WBC            | 0        |
| 27 février 2016 | Avril 2016        | Carl Frampton           | Royaume-Uni            | WBA & IBF      | 0        |
| Frampton laisse ses ceintures vacantes en avril 2016 afin de disputer le titre mondial WBA des poids plumes le 30 juillet 2016 contre Leo Santa Cruz. |                   |                         |                        |                |          |
| 16 juillet 2016 | 9 décembre 2017   | Guillermo Rigondeaux    | Cuba                   | WBA            | 1        |
| La WBA destitue Rigondeaux après sa défaite en championnat du monde des super-mouches contre l'ukrainien Vasyl Lomachenko le 9 décembre 2017. |                   |                         |                        |                |          |
| 23 juillet 2016 | 31 décembre 2016  | Jonathan Guzmán         | République dominicaine | IBF            | 0        |
| 16 septembre 2016 | Décembre 2016     | Hozumi Hasegawa         | Japon                  | WBC            | 0        |
| 5 novembre 2016 | 28 avril 2018     | Jessie Magdaleno        | États-Unis             | WBO            | 1        |
| 31 décembre 2016 | 13 septembre 2017 | Yukinori Oguni          | Japon                  | IBF            | 0        |
| 25 février 2017 | 2020              | Rey Vargas              | Mexique                | WBC            | 5        |
| Vargas est destitué par la WBC en 2020. |                   |                         |                        |                |          |
| 13 septembre 2017 | 16 août 2018      | Ryosuke Iwasa           | Japon                  | IBF            | 1        |
| 28 février 2018 | 26 avril 2019     | Daniel Román            | États-Unis             | WBA            | 3        |
| 28 avril 2018 | 8 décembre 2018   | Isaac Dogboe            | Ghana                  | WBO            | 1        |
| 16 août 2018 | 26 avril 2019     | TJ Doheny               | Australie              | IBF            | 1        |
| 8 décembre 2018 | 12 juillet 2020   | Emanuel Navarrete       | Mexique                | WBO            | 5        |
| Navarrete laisse son titre vacant le 12 juillet 2020 pour combattre dans la catégorie de poids supérieure. |                   |                         |                        |                |          |
| 26 avril 2019 | 30 janvier 2020   | Daniel Román            | États-Unis             | WBA & IBF      | 0        |
| 30 janvier 2020 | 8 avril 2023      | Murodjon Ahmadaliyev    | Ouzbékistan            | WBA & IBF      | 3        |
| 26 septembre 2020 | 15 mai 2021       | Luis Nery               | Mexique                | WBC            | 0        |
| 1er août 2020 | 23 janvier 2021   | Angelo Leo              | États-Unis             | WBO            | 0        |
| 23 janvier 2021 | 27 novembre 2021  | Stephen Fulton          | États-Unis             | WBO            | 1        |
| 15 mai 2021 | 27 novembre 2021  | Brandon Figueroa        | États-Unis             | WBC            | 0        |
| 27 novembre 2021 | 25 juillet 2023   | Stephen Fulton          | États-Unis             | WBO & WBC      | 1        |
| 8 avril 2023 | 26 décembre 2023  | Marlon Tapales          | Philippines            | WBA & IBF      | 0        |
| 25 juillet 2023 | 26 décembre 2023  | Naoya Inoue             | Japon                  | WBO & WBC      | 1        |
| 26 décembre 2023 | En cours          | Naoya Inoue             | Japon                  | Unanime        |          |